# Maraial
Maraial este un oraș în Pernambuco (PE), Brazilia.